# Флеммінг Крістенсен
Флеммінг Крістенсен (дан. Flemming Christensen, нар. 10 квітня 1958, Копенгаген) — данський футболіст, що грав на позиції нападника. По завершенні ігрової кар'єри — тренер.
Виступав, зокрема, за клуби «Сент-Етьєн» та «Люнгбю», а також національну збірну Данії, у склады якої був учасником чемпіонату світу 1986 року.

## Клубна кар'єра
У дорослому футболі дебютував 1978 року виступами за команду «Академіск» з рідного Копенгагена, в якій провів три сезони, після чого протягом 1980—1982 років захищав кольори клубу вищого дивізіону «Люнгбю».
Своєю грою за останню команду привернув увагу представників тренерського штабу французького клубу «Сент-Етьєн», до складу якого приєднався 1982 року. Втім у новій команді Флеммінг закріпитись не зміг і 1983 року повернувся до «Люнгбю». Цього разу провів у складі команди чотири сезони і був одним з головних бомбардирів команди, маючи середню результативність на рівні 0,73 гола за гру першості. У 1983 році в складі клубу Крістенсен став чемпіоном країни, а в 1984 і 1985 роках виграв кубок Данії.
Протягом 1986—1988 років захищав кольори швейцарського клубу «Аарау», після чого знову, цього разу чотири сезони захищав кольори клубу «Люнгбю» і був серед найкращих голеодорів, відзначаючись забитим голом в середньому щонайменше у кожній третій грі чемпіонату. У 1990 році він виграв з клубом свій третій національний кубок, а в 1992 році завоював свій другий чемпіонський титул.
Завершив ігрову кар'єру у 1993 році в команді «Академіск», у складі якої і починав ігрову кар'єру.

## Виступи за збірну
5 травня 1982 року дебютував в офіційних іграх у складі національної збірної Данії в товариському матчі проти Швеції (1:1)
У складі збірної був учасником чемпіонату світу 1986 року у Мексиці, але на поле жодного разу не виходив.
Загалом протягом кар'єри у національній команді, яка тривала 8 років, провів у її формі 11 матчів, забивши 2 голи.

## Кар'єра тренера
Після завершення футбольної кар'єри Крістенсен став тренером і тренував невеликі данські клуби «Академіск», «Слагельсе» та «Нествед».
12 листопада 2011 року Крістенсен очолив фарерську команду «Фуглафйордур», з якою став віце-чемпіоном країни у 2012 році, через що був названий Тренером року на Фарерських островах. Він покинув Фарерські острови після сезону 2012 року, а в травні 2013 став новим тренером норвезького клубу «Вард Гаугесун», з яким працював до кінця 2014 року.
У лютому 2016 року Крістенсен був призначений тренером аматорського клубу «Гресреддерне», головним тренером якого Флеммінг був до 2020 року.

## Титули і досягнення
- Чемпіон Данії (2):

«Люнгбю»: 1983, 1991/92
- Володар Кубка Данії (3):

«Люнгбю»: 1983/84, 1984/85, 1989/90

### Індивідуальні
- Найкращий бомбардир чемпіонату Данії: 1989 (14 голів)